# Kartalkaya (Bolu)

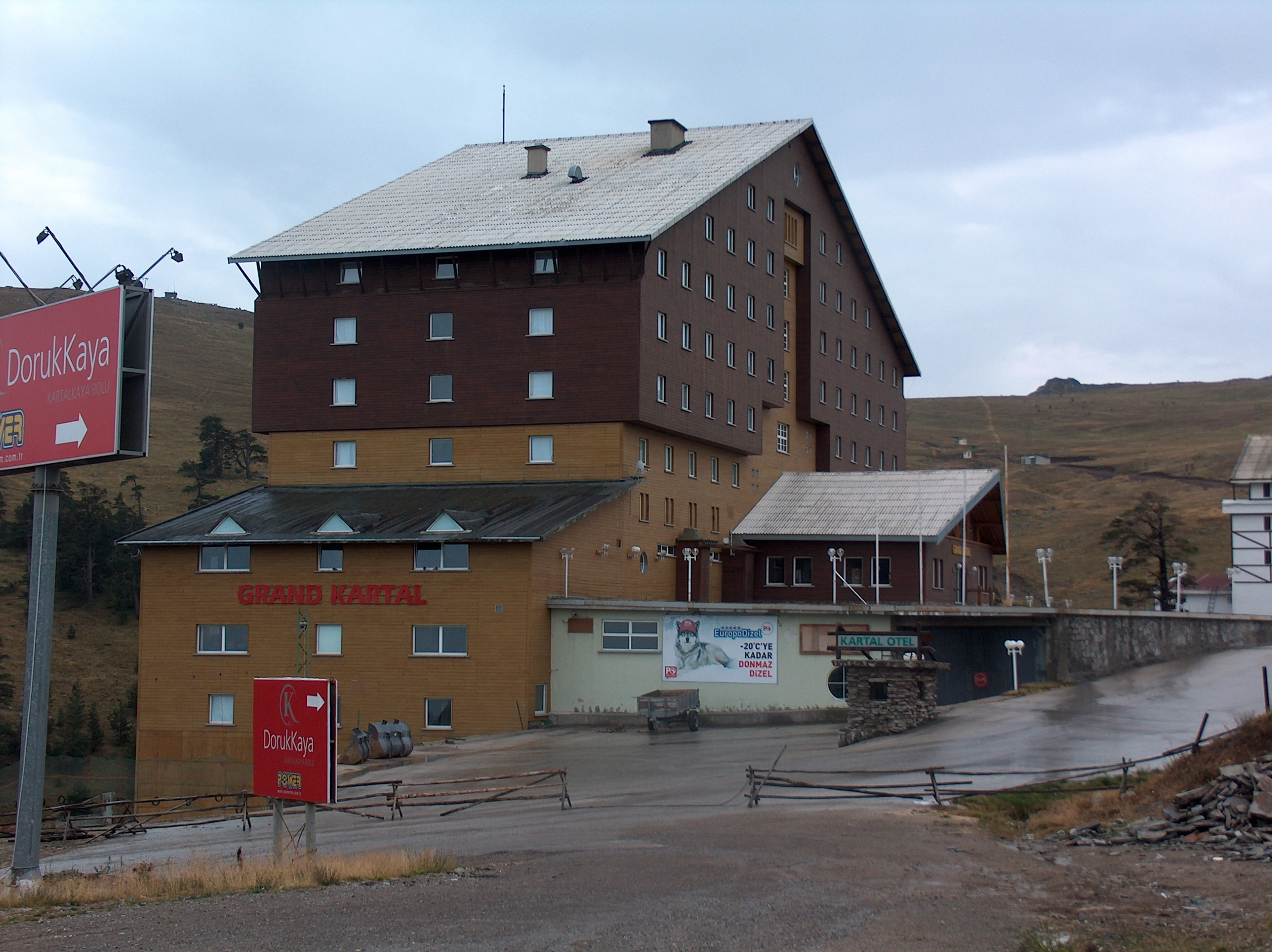
Grand Kartal Hotel in 2007

Kartalkaya is een wintersportgebied in de Turkse provincie Bolu, in het noordwesten van Turkije. Het ligt op een noordoostelijke flank in de bergketen Köroğlu Dağları tussen 1950 en 2200 meter boven het zeeniveau. Eigenlijk bestaat het uit twee afzonderlijke gebieden: Kartalkaya in het zuiden en Dorukkaya in het noorden, elk met 7 skiliften. Aan de voet van het skigebied liggen vijf hotels. 
Op 22 januari 2025 was er een grote brand in het Grand Kartal Hotel, waarbij minstens 76 mensen stierven en 51 anderen gewond raakten.